# Еммен (авіабаза)
Авіабаза Еммен (нім. Militärflugplatz Emmen — військовий аеродром ВПС Швейцарії, розташований на північ від Еммена, що в кантоні Люцерн, Швейцарія.

## Історія
Після кількох попередніх проєктів федерального уряду та міста Люцерн, у 1938 році муніципальна асамблея Еммена вирішила році зробити внесок у розмірі 200 000 швейцарських франків на будівництво аеродрому. Перша посадка на новому аеродромі відбулася 7 липня 1939 року. У 1940 році було створено тверде покриття довжиною 600 метрів і поперечну злітно-посадкову смугу довжиною 600 метрів. У 1942 році її було розширено до бетонної злітно-посадкової смуги на висоті 700 м, у 1946 році до 1100 м, а в 1957 році — до 2500 м.
З аеродрому Еммен було запущено перший реактивний винищувач, побудований F+W Emmen (в наш час RUAG Aerospace) — цей N-20.2 Arbalète нині виставлено у Швейцарському музеї транспорту.
У 1965 році було досягнуто угоди з муніципалітетом Еммена щодо заходів проти надмірного авіаційного шуму, і це було зазначено в програмі з 13 пунктів.
На аеродромі за час його існування побували всі типи літаків і гелікоптерів ВПС Швейцарії: de Havilland Vampire, de Havilland Venom, Aérospatiale Alouette II, Aérospatiale Alouette III, Hawker Hunter, Dassault Mirage IIIS і Dassault MirageIIIRS.

## Використання
Аеродром Еммен використовується в основному для військових цілей і експлуатується ВПС Швейцарії як тренувальний і альтернативний аеродром для реактивних і гвинтових літаків. Також тут базувалися розвідувальні БпЛА ADS95 RUAG Ranger, поки їх не було знято з експлуатації 27 листопада 2019 року.
На додаток до льотних операцій пілотної школи ВПС Швейцарії, з Еммена здійснюються польоти повітряних мішеней на буксирувальниках PC-9 і F-5F.
Авіаційна база на обох кінцях злітно-посадкової смуги обладнана втяжними аерофінішерами (використовуються для F/A-18C Hornet і, у випадку виникнення проблем, для F-5E Tiger). Кабелі можна опустити врівень зі смугою, щоб вони не становили перешкоди для малих літаків.
Аеродром використовується для таких військових цілей:
- місце дислокації пілотажної групи Patrouille Suisse;
- навчання пілотів винищувачів ВПС Швейцарії на Pilatus PC-21;
- розташування транспортних ескадрилій, а також чартерних рейсів для військ KFOR зі швейцарського контингенту Swisscoy[en];
- навчання з дронами-розвідниками;
- навчальний центр для тренажерів Eurocopter AS332 Super Puma, Eurocopter EC 635[en] та Pilatus PC-21;
- робочі польоти RUAG Aviation за дорученням ВПС Швейцарії;
- тестові та пробні польоти Armasuisse[en].

У 2010 році всього було зареєстровано 12 576 польотів літаків з аеродрому, з них 2942 були реактивними. У 2021 році кількість зросла до 21 499, з яких 3 812 були реактивними.
Крім військового використання, аеродром також обмежено використовується в цивільних цілях (RUAG, REGA, Pilatus, Swissint/Swisscoy, розвиток бізнесу). RUAG Aviation встановила квоту на 1000 цивільних польотів на рік, з яких у 2020 році було використано 730. Сама RUAG використовує Emmen для випробувальних польотів і для транспортування обтічників ракетного вантажу за допомогою орендованого транспортного літака Ан-124 «Руслан». Контроль повітряного руху виконує Skyguide National, військова філія швейцарського постачальника аеронавігаційних послуг Skyguide.
Еммен також є базою для трьох літаків Armasuisse: Pilatus PC-12 HB-FOG, Pilatus PC-6 HB-FCF і DA42 R-711.
Під час літньої польотної перерви (див. нижче) на аеродромі можуть проходити великі цивільні заходи.

## Заходи проти надмірного шуму
Аеропорт Еммен розташований в агломерації Люцерна з населенням близько 200 000 осіб, і місцеве населення незадоволене шумовим забрудненням. Влітку 2012 року Товариство захисту населення навколо аеропорту Еммен (нім. Schutzverband der Bevölkerung um den Flugplatz Emmen, SFE) подало до Федеральної ради петицію з 5749 підписами про шеститижневу літню перерву в польотах і обмеження шуму від винищувачів.
Щоб усунути цю проблему, ВПС обмежили час польотів з понеділка по п'ятницю з 8:00 до 12:00 і з 13:00 до 17:00. Влітку польоти зазвичай призупиняються на три-чотири тижні.